# Eutimio di Tărnovo
Eutimio di Tărnovo, anche Evtimii, Evtimij, Euthymius, Свети Евтимий Търновски, Sveti Evtimij Tărnovski (Sant'Eutimio il Grande; Veliko Tărnovo, 1317 circa – Asenovgrad, 1402 circa), fu l'ultimo patriarca di Veliko Tărnovo (antica capitale bulgara) e una delle più importanti figure del Medioevo in Bulgaria.

## Biografia
Fu monaco, per molti anni, a Costantinopoli e a Monte Athos. Ritornò in Bulgaria nel 1371. Fondò a Tărnovo il Convento della Santa Trinità. Venne eletto patriarca nel 1375. Sotto di lui si sviluppò una scuola letteraria e teologica molto importante per l'epoca. Nel 1393, a causa dell'invasione turca fu costretto ad abbandonare Veliko Tarnovo; si rifugiò nel monastero di Bačkovo, dove morì.
Eutimio si fece ispiratore di un tentativo di purificare lo slavo ecclesiastico, per riportarlo all'origine divina. Poiché la purezza (l'ortodossia) del messaggio cristiano si dovrebbe accompagnare necessariamente alla purezza del linguaggio, Eutimio intraprese un lavoro di correzione delle traduzioni dal greco affinché lo slavo utilizzato risultasse più elevato e più complesso possibile (Pletenie Sloves = Intreccio di parole).